# 1958 en mathématiques
| Années des mathématiques : 1955 - 1956 - 1957 - 1958 - 1959 - 1960 - 1961    |
| Décennies des mathématiques : 1920 - 1930 - 1940 - 1950 - 1960 - 1970 - 1980 |

Cet article présente les faits marquants de l'année 1958 en mathématiques.

## Prix
- Médaille Fields : Klaus Roth (britannique), René Thom (français)

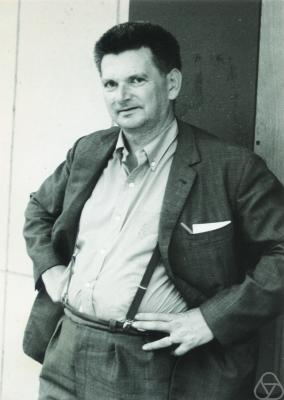
René Thom

## Naissances
- 1er février : Jörg Bewersdorff, mathématicien allemand.
- 16 février : Charles Read (mort en 2015), mathématicien britannique.
- 19 février : Michel Ledoux, mathématicien français.
- 22 février : Robert Arnott Wilson, mathématicien britannique.
- 8 mars : Mikhail Goussarov (mort en 1999), mathématicien soviétique-russe.
- 30 mars : Hajer Bahouri, mathématicienne franco-tunisienne.
- 8 avril : Christopher Deninger, mathématicien allemand.
- 16 avril : Laurent Saloff-Coste, mathématicien français.
- 18 avril : Michael J. Hopkins, mathématicien américain.
- 7 mai : Sara van de Geer, mathématicienne néerlandaise.
- 16 mai : Ofer Gabber, mathématicien israélien.
- 20 mai : Gerhard Huisken, mathématicien allemand.
- 21 mai : Curtis T. McMullen, mathématicien américain, médaille Fields en 1998.
- 4 juin : Thomas Hales, mathématicien américain.
- 30 juin : Abigail Thompson, mathématicienne américaine.
- 5 juillet : Catherine Goldstein, mathématicienne française.
- 25 août : François Loeser, mathématicien français.
- 24 septembre : Bernard Larrouturou, mathématicien français, chercheur en mathématiques appliquées.
- 26 septembre : Sabine Van Huffel, mathématicienne belge.
- 14 novembre : Shafi Goldwasser, mathématicienne américano-israélienne.
- 24 novembre : Gang Tian, mathématicien chinois.

- Thomas Ransford, mathématicien anglais naturalisé canadien.

## Décès
- 14 janvier : Édouard Husson (né en 1872), mathématicien français.
- 12 février : Douglas Hartree (né en 1897), mathématicien et physicien anglais.
- 13 février : Maurice Solovine (né en 1875), mathématicien et philosophe roumain.
- 21 mai : Wilhelm Süss (né en 1895), mathématicien allemand.
- 27 mai : Anton Davidoglu (né en 1876), mathématicien roumain.
- 5 juillet : Milton Abramowitz (né en 1915), mathématicien américain.
- 23 octobre : Conrad Habicht (né en 1876), mathématicien, enseignant et violoniste suisse.
- 17 novembre : Yutaka Taniyama (mort en 1927), mathématicien japonais.